# Freiherr-vom-Stein-Allee 1 (Weimar)

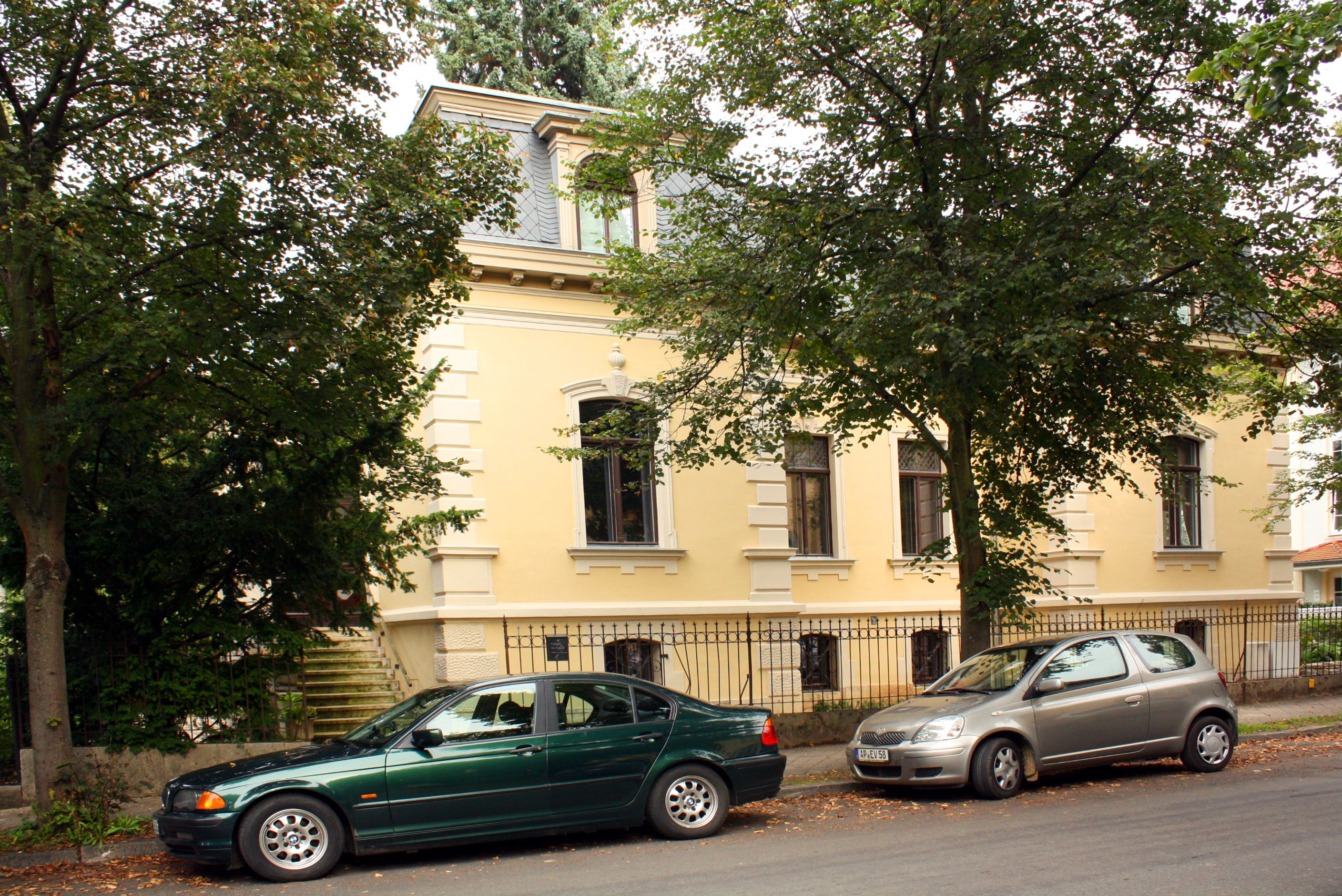
Freiherr-vom-Stein-Allee 1

Das Haus Freiherr-vom-Stein-Allee 1 ist eine denkmalgeschützte Villa mit Grundstück und Einfriedung mit einfachem Metallgitterzaun.

## Geschichte und Beschreibung
Die Villa entstand 1894 im Auftrag der Weimarischen Villenbau- und Terraingesellschaft im Stile der Neorenaissance. Dieses Wohnhaus ist verhältnismäßig klein, gehört jedoch zu den ersten, die in der damaligen Carl-Alexander-Allee errichtet wurden. Die eingeschossige Villa besitzt ein ausgebautes Mansarddachgeschoss. Dieser Bautypus wurde erst 1896 baurechtlich sanktioniert. Der Bau besitzt einen hohen Sockel. Der Baukörper besteht aus verputztem Ziegelmauerwerk. Der Baukörper hat einen Grundriss mit zwei Risaliten, der zur Straße hin ausgerichtet ist. Die Dekoration der Fassade besteht lediglich aus Profilrahmen um die Fensteröffnungen und eine Eckquaderung an den Gebäudekanten. Der Hauseingang befindet sich in einem Vorbau an seiner Nordseite. Die Ausstattung der Erbauungszeit ist weitgehend erhalten. In diesem Gebäude wohnte u. a. Bernhard Hergt, der nach dem Tod von Carl Haussknecht 1903 sowohl für das Herbarium Haussknecht als auch für die Bibliothek, welche er bereicherte, zuständig war.